# Viticoltura in Valle d'Aosta
La viticoltura in Valle d'Aosta è l'insieme delle attività di coltivazione di uva e produzione di vino svolte nella regione.

## Storia
L'esistenza della vite in Valle d'Aosta risale probabilmente al III millennio a.C., in quanto nell'area megalitica di Saint-Martin-de-Corléans, alla periferia di Aosta, sono stati ritrovati semi di Vitis vinifera. Dopo il VII secolo a.C. giunsero popolazioni celtiche che trasmisero tecniche e conoscenze vitivinicole, tra cui le botti di legno. 

La presenza della viticoltura in valle è testimoniata da torchi e tini trovati in ville rustiche romane soprattutto nella piana di Aosta: lo conferma un brano di Svetonio, citato da un Anonimo nel 1832 in Cenni brevissimi sopra i boschi e le selve degli Stati di Terraferma di S.M. il Re di Sardegna, dove afferma che 
Nel corso del Medioevo, in bassa valle iniziò la svilupparsi la tecnica di coltivazione con supporti a pertiche, precorritrice della tòpia, documentata dal XII secolo. 
Il primo vigneto certificato risale all'epoca tardo romana ed era situato nel centro di Aosta; di poco successivi sono i carteggi familiari del feudo di Bard, in cui vengono citate le vigne di Donnas e alcune compravendite e donazioni tra il X e il XIII secolo di vigneti nelle aree ora dedicate alle attuali denominazioni Torrette, Chambave e Donnas. Al 1291 risale la prima citazione di un vino bianco a Morgex e al 1269 del vino di Chambave. Le fonti più ricche di notizie sono sicuramente i "Cartolari" di Sant'Orso, in cui troviamo vigneti a Morgex, Roppo, Pont de Pierre, Montjovet, Monte Arverio (Arvier), Saint-Christophe, Basis, Aymaville, Clapey, Cullat (Verrayes), Veczello, Marcillier e Cly.

## Zone di produzione
Data la modesta estensione del territorio, i vigneti sono spesso piccoli e frammentati, con una media di 400 m2.

## Vitigni

### Autoctoni
| Vitigno     | Bacca  | Descrizione | Immagine |
| ----------- | ------ | --- | -------- |
| Prié blanc  | Bianca | Coltivato esclusivamente tra i 900 e i 1200 metri nell'alta Valdigne, nel comprensori dei comuni di La Salle e di Morgex |          |
| Petit Rouge | Nera   | Coltivato in Valle d'Aosta                                                                                               |          |
| Mayolet     | Nera   | Coltivato su pendii fino alla considerevole altitudine di 800 metri sul mare, assieme ad altre varietà della zona        |          |
| Vuillermin  | Nera   | Coltivato nei comuni di Chambave e Chatillon                                                                             |          |
| Fumin       | Nera   | Coltivato in tutta la valle centrale fino ad un'altitudine di 650 metri                                                  |          |
| Cornalin    | Nera   | Coltivato in un'ampia area da Arnad ad Arvier                                                                            |          |
| Vien de Nus | Nera   | Coltivato nel comune di Nus e nei dintorni                                                                               |          |

### Alloctoni
- Merlot
- Nebbiolo
- Müller-Thurgau
- Gamay
- Pinot nero
- Pinot grigio
- Pinot bianco
- Chardonnay
- Moscato bianco
- Traminer
- Syrah

## Vini

### DOCG
La Valle d'Aosta non possiede vini di questa denominazione.

### DOC
- Valle d'Aosta/Vallée d'Aoste prodotto in 28 tipologie.

### IGT
La Valle d'Aosta non possiede vini di questa denominazione.